# Иоганн Альбрехт II Мекленбургский
Иоганн Альбрехт II (нем. Johann Albrecht II. zu Mecklenburg; 5 мая 1590, Варен — 23 апреля 1636, Гюстров) — герцог Мекленбург-Гюстрова (в 1608—1610 годах при регенте, с 1621 года самостоятельно), соправитель всего Мекленбурга в 1611—1621 годах совместно с братом Адольфом Фридрихом I.

## Биография
Иоганн Альбрехт — сын герцога Иоганна VII Мекленбургского и Софии Шлезвиг-Гольштейн-Готторпской.
Он правил с 16 апреля 1608 года совместно со своим братом Адольфом Фридрихом I в Мекленбург-Шверине при регенте Карле I Мекленбургском и 9 июля 1611 года наследовал своему опекуну в Мекленбург-Гюстрове.
При Втором разделе основных мекленбургских земель он получил Мекленбург-Гюстров в единоличное правление. В 1617 году он перешёл в протестантское вероисповедание.
Оба брата вступили в 1623 году в оборонительный союз нижнесаксонских местных сословий, пытаясь сохранить в войне нейтралитет, но оказывали тайную поддержку датским войскам короля Кристиана IV, за что рассматривались имперскими войсками во главе с Тилли после осады Луттера как противники.
19 января 1628 года император Священной Римской империи Фердинанд II издал указ о смещении герцогов с мекленбургского трона и передал Мекленбург в управление Валленштейну сначала по гарантии, а с 16 июня 1629 года — наследно. В мае 1628 года теснимые Валленштейном братья-герцоги покинули свою страну, в которую они вернулись после свержения Валленштейна с помощью шведов в мае 1631 года.
После своей смерти Иоганн Альбрехт был похоронен в Гюстровском соборе.

## Семья
Иоганн Альбрехт II был женат трижды.
9 октября 1608 года он женился на Маргарите Елизавете (1584—1616), дочери герцога Кристофа Мекленбургского. В этом браке родились:
- Иоганн Кристоф (1611—1612)
- София Елизавета (1613—1676), замужем за Августом II Брауншвейг-Вольфенбюттельским
- Кристина Маргарита, замужем за Францем Альбрехтом Саксен-Лауэнбургским, затем за Кристианом Людвигом I Мекленбургским
- Карл Генрих (1616—1618)

26 марта 1618 года Иоганн Альбрехт женился на Елизавете Гессен-Кассельской (1596—1625), дочери Морица Гессен-Кассельского. Брак оказался бездетным.
7 мая 1626 года Иоганн Альбрехт женился в третий раз на Элеоноре Марии Ангальт-Бернбургской (1600—1657), дочери Кристиана I Ангальт-Бернбургского. В браке родились:
- Анна София (1628—1666), замужем за Людвиком IV Легницким
- Иоганн Кристиан (1629—1631)
- Элеонора (1630—1631)
- Густав Адольф (1633—1695)
- Луиза (1635—1648)